# Liste des abbés de Saint-Serge d'Angers
Liste des abbés de Saint-Serge d'Angers :

## XIIesiècle
- Guillaume Ier (1166)

## XIVesiècle
- Jean II Rebours (1290-1315).
- Guillaume II Orgelet (1315- 4 nov. 1315).
- Pierre de Châtelus[1] (3 oct. 1316- 1320 ou 1321).
- Jean III Botas[2](3 sept. 1321- 1327).
- Hélie Ier[3] (7 mai 1327- 1332).
- Pierre III Bertrand (1342-1354).
- Guy Ier (le jour de la lune après la fête du bienheureux Martin 1355- 1364).
- Pierre IV du Breuil (avant 1367-1372).
- Guillaume IV Bajuli, (1374).
- Guillaume V (1387-????).
- Hélie II (1389-????).
- Guy II de Lure (1390- après 1409[4]).

## XVesiècle
- Hélie III (1412- 29 sept. 1418) incertain.
- Pierre V (1425-1445).
- Jean IV de Berné (1446-1466), évêque de Chichester (?).
- François d'Orignac (6 octobre 1466- 20 sept. 1483).
- Jean V Tillon (27 septembre 1483- 28 juin 1501).
- Jean VI de Chahannay (1501-1519)
- Jean VII Marchac (1519-1533)

## Abbés commendataires
- Jean VIII le Veneur (1533-1543)
- Jacques d'Annebault   (1543-1558)
- Philibert Delorme (1563-1568)
- Pierre Mariau 1571- 1575 ?
- René Fouyn ? -1583
- Michel Vigier 1600
- Pierre Habert
- René Ier de Breslay (1615-1628)
- René II de Briollay (1629- ?)
- Antoine d'Aquin (1672-1696)
- Louis d'Aquin (1697-1710)
- Louis-François de Vassé (1710- ?)
- Louis de Court (?-1732)
- Jean-François-Joseph de Rochechouart (1732-1744)
- N de Berlo (1744-1746)
- Jacques III Antoine de Ricouard d'Hérouville (1746-1784)
- Michel II Loret de Viviers de Lorry (1784-1790)

## Sources
1. ↑  Lettres communes de Jean XXII, n°1676, 2490 ; Caillet Louis, La papauté d'Avignon et l'Église de France, PUF, 1975, p.67
2. ↑  Lettres communes de Jean XXII, n°14631 ; Caillet Louis, La papauté d'Avignon et l'Église de France, PUF, 1975, p.67
3. ↑  Lettres communes de Jean XXII, n°28659
4. ↑   Guy était présent au concile de Pise en 1409, Millet Hélène, "Les pères du Concile de Pise (1409) : édition d'une nouvelle liste", dans Mélanges de l'Ecole française de Rome. Moyen Âge, Temps modernes, vol.93, 1981, p.739